# 瓊斯佛爾斯溪
瓊斯佛爾斯溪（Jones Falls）位於美國馬里蘭州，長17.9-英里（28.8-）。本溪建有水壩，形成羅蘭湖，流經巴爾的摩市，注入巴爾的摩的內港。
與其英文名字所暗示的不同，本溪僅有少數不算大的瀑布。瓊斯佛爾斯溪谷長久以來是巴爾的摩的重要運輸管道。沿著河谷有佛爾斯路（Falls Road）、美鐵的東北走廊的軌道、83號州際公路（又稱Jones Falls Expressway (JFX)），以及巴爾的摩輕軌。巴爾的摩的賓州車站也位於河邊。有許多橋梁跨越本溪，而83號州際公路常常就直接蓋在河流之上。

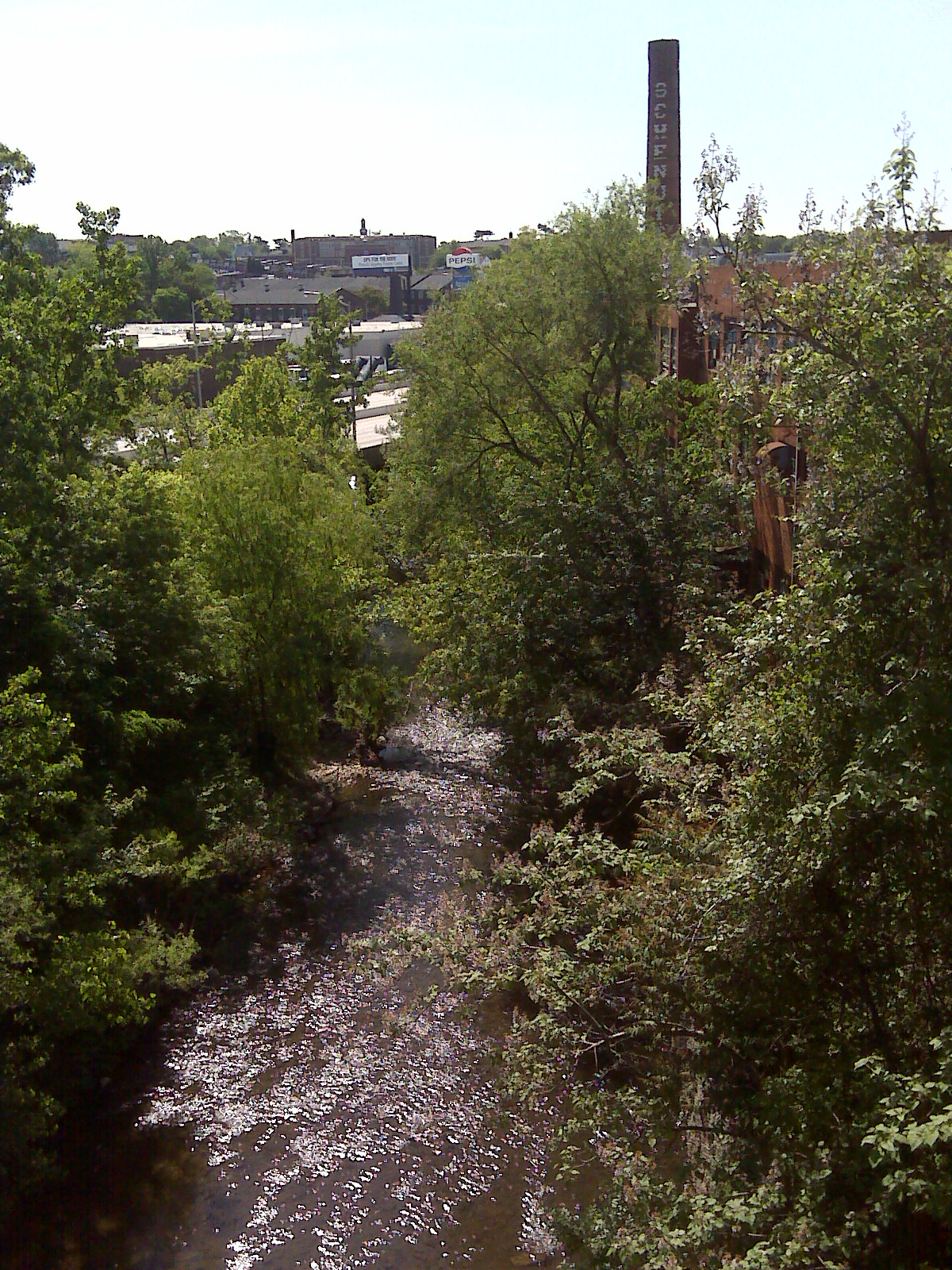
從第四十一街的橋上俯望瓊斯佛爾斯溪，樹叢之間隱約可見瓊斯佛爾斯高架道路（JFX；Jones-Falls Expressway）。

## 外部連結
- The Jones Falls Watershed Association （页面存档备份，存于）
- Article from the Johns Hopkins Newsletter

39°20′7.5″N 76°38′44.8″W / 39.335417°N 76.645778°W